# BMW 335
BMW 335 — найбільший і найпотужніший автомобіль компанії BMW вищого середнього класу довоєнного часу (1939—1941). Дана модель перервала тривале домінування у цьому класі машин моделей 320 і 340 Mercedes-Benz.

## Історія

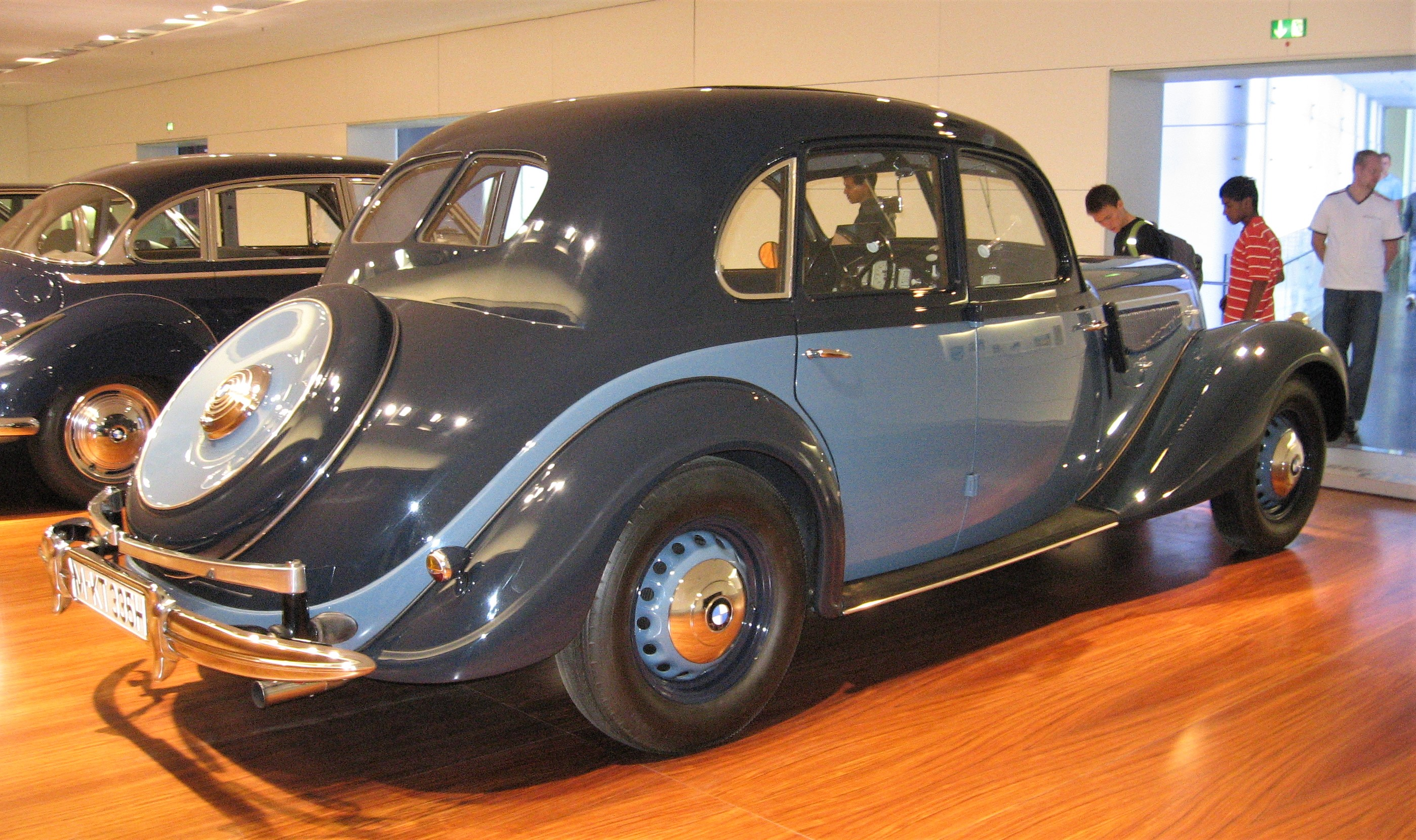

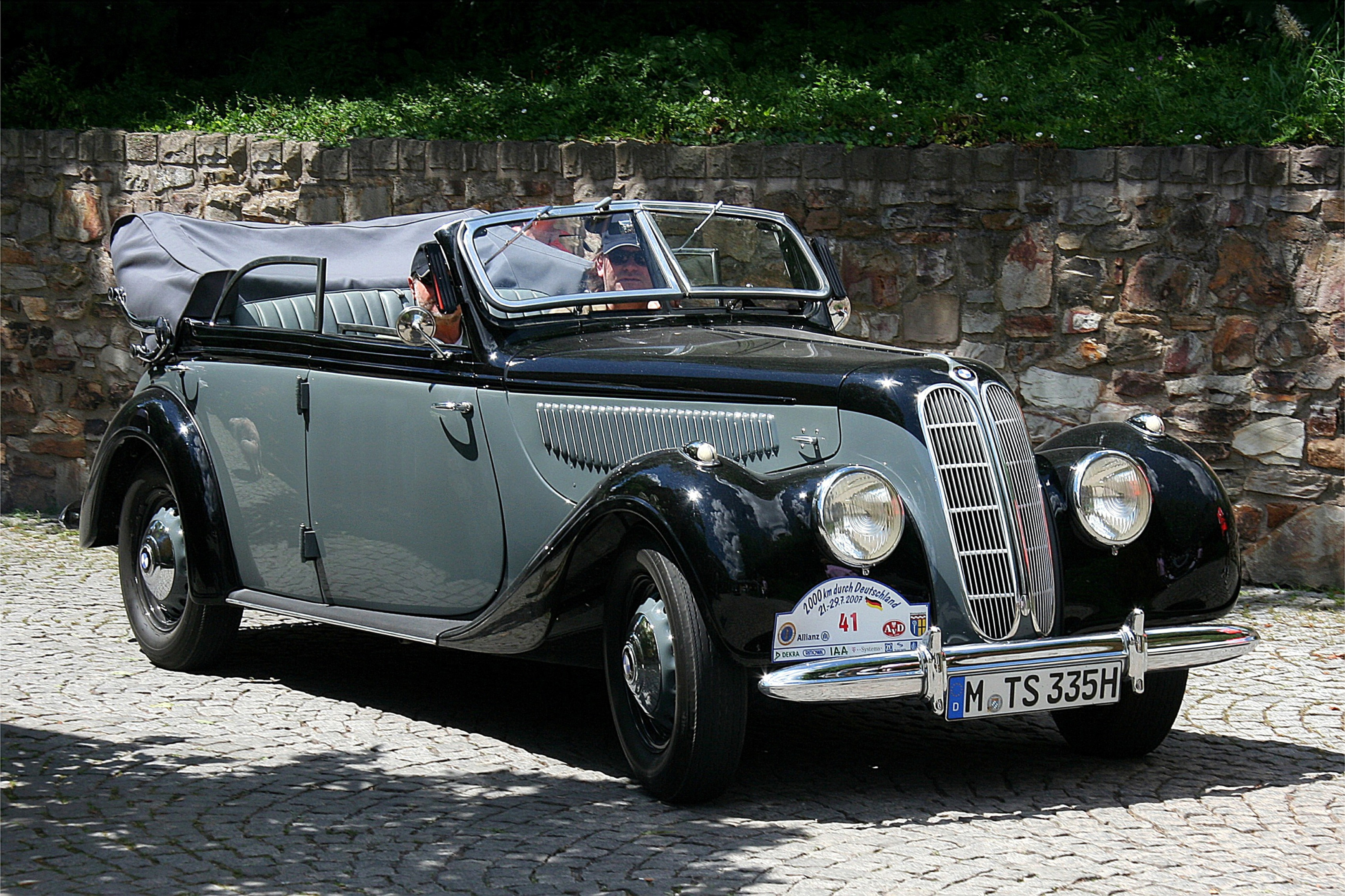
BMW 335. Кабріолет. 1939

Успіх 1936 моделі BMW 326 підштовхнув виробника спроектувати більший автомобіль з схожими характеристиками, комплектуючими. Тоді паралельно розроблялась модель BMW 337 з довшим на 136 мм шасі і потужнішим мотором R6 об'ємом 3,5 л і потужністю 90 к.с., які перейшли до моделі 335. З корпусом класу Пульман це мало бути авто класу люкс, яке через початок Другої світової війни не дочекалось серійного виробництва. Якщо мотор з 326 моделі використовувався у повоєнний час на BMW 501/502, то мотор 335/337 моделей більше не виготовляли, перейшовши до нової R6 моделі. Конструкція BMW 335 в основному повторяла модель 326, лише через збільшення колісної бази видовжили моторний відсік і посилили передню підвіску і трансмісію через більш важкий і потужний мотор. Модель розвивала швидкість 145 км/год. Прототип BMW 335 презентували 1938 на Лондонському автосалоні, де на ринку Британської імперії машини BMW з 1934 просувала компанія Frazer Nash. Дизайнер BMW 335 Фріц Фідлер буде працювати у ній у повоєнні часи.
BMW 335 випускався з кузовами 4-дверний седан (7850 райсмарок), 2- (9050 райхсмарок) і 4-дверний кабріолет. Війна розпочалась через пару місяців після початку серійного виробництва, вплинувши на продажі. Було продано 410 екземплярів BMW 335, які сьогодні відносять до раритетних авто.

## Сучасна модель та її базова комплектація
БМВ 335 2016 року належить до шостого покоління 3 Серії і представляє собою 4-дверний 5-місний задньопривідний седан. Важливо згадати, що починаючи з 2012 року, в БМВ стали оснащувати машини потужнішими двигунами з технологією Active Hybrid 3, які роблять автомобілі сильнішими і престижнішими. 
Базова комплектація досить багата і включає в себе: автоматичний клімат-контроль, електропривідні передні сидіння, спортивні крісла, 17-дюймові диски, систему контролю тягового зусилля, круїз-контроль, шкіряне обплетення керма, мультифункціональне рульове колесо, підсилювач керма, супутникову навігацію, бортовий комп'ютер, радіо, протитуманні і ксенонові фари, шкіряну оббивку сидінь, електропривідні вікна, подвійну подушку безпеки, натягувачі ременів безпеки, центральний замок та іммобілайзер. 